# Original Soundtrack from Season 1 of Empire
Original Soundtrack from Season 1 of Empire ist ein Soundtrack-Album zur ersten Staffel der Serie Empire. Das Album wurde von Columbia Records in den USA am 10. März 2015 veröffentlicht. Die Veröffentlichung in Deutschland, Österreich und der Schweiz erfolgte am 10. Juli 2015.

## Produktion
Das Album wurde für die Serie aufgenommen und anschließend veröffentlicht. Das Album stieg auf Platz 1 der US-Billboard Top 200 ein.

## Titelliste
Standard-Version:
| #  | Titel                    | Artist                                | Länge |
| -- | ------------------------ | ------------------------------------- | ----- |
| 1  | Good Enough              | feat. Jussie Smollett                 | 3:50  |
| 2  | What Is Love             | feat. V. Bozeman                      | 2:53  |
| 3  | No Apologies             | feat. Jussie Smollett & Yazz          | 2:52  |
| 4  | Keep It Movin’           | feat. Serayah McNeill & Yazz          | 3:24  |
| 5  | Walk Out On Me           | feat. Courtney Love                   | 3:25  |
| 6  | Conqueror                | feat. Estelle & Jussie Smollett       | 4:28  |
| 7  | Remember The Music       | feat. Jennifer Hudson                 | 3:23  |
| 8  | Shake Down               | feat. Mary J. Blige & Terrence Howard | 3:26  |
| 9  | Power Of The Empire      | feat. Yazz                            | 3:17  |
| 10 | Nothing To Lose          | feat. Jussie Smollett                 | 2:48  |
| 11 | Whatever Makes You Happy | feat. Jennifer Hudson & Juicy J       | 3:15  |

Deluxe-Version:
| #  | Titel                    | Artist                                | Länge |
| -- | ------------------------ | ------------------------------------- | ----- |
| 1  | Good Enough              | feat. Jussie Smollett                 | 3:50  |
| 2  | What Is Love             | feat. V. Bozeman                      | 2:53  |
| 3  | No Apologies             | feat. Jussie Smollett & Yazz          | 2:52  |
| 4  | Keep It Movin’           | feat. Serayah McNeill & Yazz          | 3:24  |
| 5  | Keep Your Money          | feat. Jussie Smollett                 | 2:29  |
| 6  | Drip Drop                | feat. Yazz & Serayah McNeill          | 4:32  |
| 7  | Can’t Truss 'Em          | feat. Yazz                            | 2:34  |
| 8  | I Wanna Love You         | feat. Jussie Smollett                 | 3:06  |
| 9  | Money For Nothing        | feat. Jussie Smollett & Yazz          | 3:06  |
| 10 | Walk Out On Me           | feat. Courtney Love                   | 3:25  |
| 11 | You’re So Beautiful      | feat. Jussie Smollett & Yazz          | 3:33  |
| 12 | Conqueror                | feat. Estelle & Jussie Smollett       | 4:28  |
| 13 | Remember The Music       | feat. Jennifer Hudson                 | 3:23  |
| 14 | Shake Down               | feat. Mary J. Blige & Terrence Howard | 3:26  |
| 15 | Power Of The Empire      | feat. Yazz                            | 3:17  |
| 16 | Nothing To Lose          | feat. Jussie Smollett                 | 2:48  |
| 17 | Whatever Makes You Happy | feat. Jennifer Hudson & Juicy J       | 3:15  |
| 18 | New York Raining         | feat. Charles Hamilton & Rita Ora     | 3:35  |

## Chartplatzierungen

### Album
| ChartsChartplatzierungen       | Höchstplatzierung | Wochen |
| ------------------------------ | ----------------- | ------ |
| Deutschland (GfK)              | 3 (11 Wo.)        | 11     |
| Österreich (Ö3)                | 11 (3 Wo.)        | 3      |
| Schweiz (IFPI)                 | 7 (10 Wo.)        | 10     |
| Vereinigtes Königreich (OCC)   | 18 (11 Wo.)       | 11     |
| Vereinigte Staaten (Billboard) | 1 (34 Wo.)        | 34     |

Singles

| Jahr | Titel Album                                                     | Höchstplatzierung, Gesamtwochen, AuszeichnungChartplatzierungen (Jahr, Titel, Album, Platzierungen, Wochen, Auszeichnungen, Anmerkungen) | Höchstplatzierung, Gesamtwochen, AuszeichnungChartplatzierungen (Jahr, Titel, Album, Platzierungen, Wochen, Auszeichnungen, Anmerkungen) | Höchstplatzierung, Gesamtwochen, AuszeichnungChartplatzierungen (Jahr, Titel, Album, Platzierungen, Wochen, Auszeichnungen, Anmerkungen) | Höchstplatzierung, Gesamtwochen, AuszeichnungChartplatzierungen (Jahr, Titel, Album, Platzierungen, Wochen, Auszeichnungen, Anmerkungen) | Höchstplatzierung, Gesamtwochen, AuszeichnungChartplatzierungen (Jahr, Titel, Album, Platzierungen, Wochen, Auszeichnungen, Anmerkungen) | Anmerkungen                                                                   |
| Jahr | Titel Album                                                     | DE | AT | CH | UK | US | Anmerkungen                                                                   |
| ---- | --------------------------------------------------------------- | --- | --- | --- | --- | --- | ----------------------------------------------------------------------------- |
| 2015 | Keep Your Money Original Soundtrack from Season 1 of Empire     | DE91 (1 Wo.)DE | — | — | — | US99 (1 Wo.)US | Erstveröffentlichung: Februar 2015 (US); Juli 2015 (DE) feat. Jussie Smollett |
| 2015 | You’re So Beautiful Original Soundtrack from Season 1 of Empire | DE42 (2 Wo.)DE | — | — | — | US47 (4 Wo.)US | Erstveröffentlichung: März 2015 feat. Jussie Smollett & Yazz                  |
| 2015 | Conqueror Original Soundtrack from Season 1 of Empire           | DE87 (1 Wo.)DE | — | — | — | US42 (2 Wo.)US | Erstveröffentlichung: März 2015 feat. Estelle & Jussie Smollett               |
| 2015 | Good Enough Original Soundtrack from Season 1 of Empire         | DE25 (9 Wo.)DE | AT54 (2 Wo.)AT | CH55 (2 Wo.)CH | — | — | Erstveröffentlichung: 19. Juni 2015 feat. Jussie Smollett                     |
| 2015 | Drip Drop Original Soundtrack from Season 1 of Empire           | DE73 (2 Wo.)DE | — | — | — | — | Erstveröffentlichung: Juli 2015 feat. Yazz & Serayah McNeill                  |
| 2015 | Money for Nothing Original Soundtrack from Season 1 of Empire   | DE94 (1 Wo.)DE | — | — | — | — | Erstveröffentlichung: Juli 2015 feat. Jussie Smollett & Yazz                  |